# François Hubert
Pour l’article ayant un titre homophone, voir François Huber.
François Hubert (12 décembre 1740, Laval - 16 octobre 1799, Laval), médecin et homme politique français. Il est pendant un très court moment maire de Laval de 1790 à 1791.

## Biographie
Il est le fils de Joseph-André Hubert, chirurgien du roi, et d'Anne-Renée Guittet.
Il est maître es arts d'Angers en 1752. Il épouse en 1761, Anne-Rose Lelièvre. Il est reçu maître en chirurgie, et succède à son père comme chirurgien du roi à Laval.
Le 10 février 1790, il est élu maire de Laval. Le 30 juin, il harangue, au nom de la municipalité les lecteurs du département réunis dans l'église des Cordeliers de Laval. Le 31 mai 1791, il félicite l'évêque Noël-Gabriel-Luce Villar lors de son entrée à Laval. En novembre 1791, il est relevé de ses fonctions de maire et nommé greffier du tribunal correctionnel de Laval (25 novembre 1792), membre du comité de surveillance (10 juin 1793).
Le 10 juin 1793, René-François Lejeune vient au secours des deux commissaires de la ville de Laval, Charles-Michem Jourdain et François Hubert, qui avaient apporté à la Convention une adresse contre les événements du 31 mai, et qui se trouvaient menacés d'un décret d'accusation. 
Il est juge de police correctionnelle (17 novembre 1794), juré adjoint du jury d'examen des candidats au professorat à l'École Centrale de Laval.
Le 5 floréal an IIII (24 avril 1795), Jean-Baptiste-François Enjubault-Bouessay, Jérôme Frin de Coméré et François Hubert, tous les trois destitués au mois de novembre 1793 par François-Joachim Esnue-Lavallée, vinrent apporter à la barre de la Convention une dénonciation formelle contre ce Conventionnel. L'amnistie du 4 brumaire an IV devait mettre fin aux poursuites et rendre la liberté à tous les accusés.
Il a deux fils : 
- François, pharmacien
- Pierre, médecin, époux de Jeanne Lemesle-Maisonneuve. Il étudie d'abord à Paris, en 1788, 1789, 1790 et 1791; il était officier de santé à Laval en l'an XII[4]. Il est nommé substitut du procureur de la Commune par Jean-François Boursault-Malherbe, en novembre 1794. En 1801, il était chirurgien de l'Hôpital Saint-Louis de Laval et membre du Conseil de santé des hôpitaux de Laval.